# Kadri Aytaç
Kadri Aytaç (ur. 6 sierpnia 1931 w Stambule, zm. 28 marca 2003) – piłkarz turecki grający na pozycji prawego pomocnika. W swojej karierze rozegrał 25 meczów w reprezentacji Turcji.

## Kariera klubowa
Karierę piłkarską Aytaç rozpoczął w klubie Beyoğluspor. Grał w nim w latach 1944–1951. W 1951 roku został zawodnikiem Galatasaray SK. W latach 1955, 1956 i 1958 został z Galatasaray mistrzem Istanbul Lig.
W 1958 roku Aytaç odszedł z Galatasaray do Fatih Karagümrük SK. Po 2 latach gry w nim trafił do Fenerbahçe SK. W 1961 roku wywalczył z nim mistrzostwo Turcji, a w 1962 - wicemistrzostwo.
W 1962 roku Aytaç wrócił do Galatasaray i występował w nim do 1967 roku. W tym okresie jeden raz był mistrzem kraju w 1963 roku oraz czterokrotnie zdobywał Puchar Turcji w latach 1963, 1964, 1965 i 1966. W 1967 roku odszedł do Mersin İdman Yurdu, w którym grał do końca swojej kariery, czyli do 1969 roku.

## Kariera reprezentacyjna
W reprezentacji Turcji Aytaç zadebiutował 11 grudnia 1953 roku w przegranym 0:1 meczu Mediterranean Cup 1953/1957 z Włochami. W 1954 roku został powołany do kadry na mistrzostwa świata w Szwajcarii, na których był rezerwowym zawodnikiem i nie rozegrał żadnego spotkania. Od 1953 do 1962 roku rozegrał w kadrze narodowej 25 meczów.
| Mecze i gole w reprezentacji | Mecze i gole w reprezentacji | Mecze i gole w reprezentacji | Mecze i gole w reprezentacji | Mecze i gole w reprezentacji | Mecze i gole w reprezentacji | Mecze i gole w reprezentacji |
| #                            | Data                         | Stadion                      | Rywal                        | Wynik                        | Gol                          | Rozgrywki                    |
| 1953                         | 1953                         | 1953                         | 1953                         | 1953                         | 1953                         | 1953                         |
| ---------------------------- | ---------------------------- | ---------------------------- | ---------------------------- | ---------------------------- | ---------------------------- | ---------------------------- |
| 1.                           | 11.12.1953                   | Stambuł, Turcja              | Włochy                       | 0:1                          | 0                            | Mediterranean Cup 1953/1957  |
| 1954                         |                              |                              |                              |                              |                              |                              |
| 2.                           | 17.10.1954                   | Sarajewo, Jugosławia         | Jugosławia                   | 1:5                          | 0                            | towarzyski                   |
| 1955                         |                              |                              |                              |                              |                              |                              |
| 3.                           | 03.04.1955                   | Stambuł, Turcja              | Francja                      | 0:0                          | 0                            | Mediterranean Cup 1953/1957  |
| 4.                           | 26.05.1955                   | Triest, Włochy               | Włochy                       | 1:1                          | 0                            | Mediterranean Cup 1953/1957  |
| 5.                           | 18.12.1955                   | Stambuł, Turcja              | Portugalia                   | 3:1                          | 0                            | towarzyski                   |
| 6.                           | 25.12.1955                   | Paryż, Francja               | Francja                      | 1:3                          | 0                            | Mediterranean Cup 1953/1957  |
| 1956                         |                              |                              |                              |                              |                              |                              |
| 7.                           | 19.02.1956                   | Stambuł, Turcja              | Węgry                        | 3:1                          | 0                            | towarzyski                   |
| 8.                           | 25.03.1956                   | Lizbona, Portugalia          | Portugalia                   | 1:3                          | 0                            | towarzyski                   |
| 9.                           | 01.05.1956                   | Stambuł, Turcja              | Brazylia                     | 0:1                          | 0                            | towarzyski                   |
| 10.                          | 16.11.1956                   | Stambuł, Turcja              | Polska                       | 1:1                          | 0                            | towarzyski                   |
| 11.                          | 25.11.1956                   | Praga, Czechosłowacja        | Czechosłowacja               | 1:1                          | 0                            | towarzyski                   |
| 1957                         |                              |                              |                              |                              |                              |                              |
| 12.                          | 05.04.1957                   | Kair, Egipt                  | Egipt                        | 4:0                          | 0                            | Mediterranean Cup 1953/1957  |
| 13.                          | 19.05.1957                   | Warszawa, Polska             | Polska                       | 1:0                          | 0                            | towarzyski                   |
| 14.                          | 08.12.1957                   | Ankara, Turcja               | Belgia                       | 1:1                          | 0                            | towarzyski                   |
| 1958                         |                              |                              |                              |                              |                              |                              |
| 15.                          | 04.05.1958                   | Amsterdam, Holandia          | Holandia                     | 2:1                          | 0                            | towarzyski                   |
| 16.                          | 26.10.1958                   | Bruksela, Belgia             | Belgia                       | 1:1                          | 0                            | towarzyski                   |
| 17.                          | 02.11.1958                   | Bukareszt, Rumunia           | Rumunia                      | 0:3                          | 0                            | el. ME 1958                  |
| 18.                          | 07.12.1958                   | Ankara, Turcja               | Bułgaria                     | 0:0                          | 0                            | towarzyski                   |
| 19.                          | 18.12.1958                   | Stambuł, Turcja              | Czechosłowacja               | 1:0                          | 0                            | towarzyski                   |
| 1959                         |                              |                              |                              |                              |                              |                              |
| 20.                          | 26.04.1959                   | Stambuł, Turcja              | Rumunia                      | 2:0                          | 0                            | el. ME 1958                  |
| 21.                          | 10.05.1959                   | Stambuł, Turcja              | Holandia                     | 0:0                          | 0                            | towarzyski                   |
| 1960                         |                              |                              |                              |                              |                              |                              |
| 22.                          | 27.11.1960                   | Sofia, Bułgaria              | Bułgaria                     | 1:2                          | 0                            | towarzyski                   |
| 1961                         |                              |                              |                              |                              |                              |                              |
| 23.                          | 08.10.1961                   | Bukareszt, Rumunia           | Rumunia                      | 0:4                          | 0                            | towarzyski                   |
| 1962                         |                              |                              |                              |                              |                              |                              |
| 24.                          | 10.10.1962                   | Ankara, Turcja               | Etiopia                      | 3:0                          | 0                            | towarzyski                   |
| 25.                          | 02.12.1962                   | Bolonia, Włochy              | Włochy                       | 0:6                          | 0                            | el. ME 1964                  |

## Kariera trenerska
Po zakończeniu kariery piłkarskiej Aytaç został trenerem. Prowadził takie kluby jak: Mersin İdman Yurdu, Denizlispor, Boluspor, Orduspor, Tirespor, Çaykur Rizespor, MKE Ankaragücü, Göztepe AŞ, Gençlerbirliği, Kayserispor, Karşıyaka SK, Zeytinburnuspor, İstanbulspor, Kartalspor i Nişantaşıspor.